# Since U Been Gone
"Since U Been Gone" je pjesma američke pjevačice Kelly Clarkson. Pjesma je objavljena 14. prosinca 2004. godine kao drugi singl s njenog albuma Breakaway. Pjesmu su napisali i producirali Max Martin i Dr. Luke

## O pjesmi
Pjesmu su napisali i producirali Max Martin i Dr. Luke. što je bila vrlo česta kombinacija na albumu. S pjesmom "Since U Been Gone" Clarkson je osvojila Grammyja za najbolju vokalnu izvedbu u popu.

## Uspjeh pjesme
Pjesma je bila vrlo uspješna 2005. godine, postala je druga skladba koja je prodana u milijun kopija preko digitalnih preuzimanja. Pjesma se plasirala na drugoj poziciji ljestvice Billboard Hot 100, od prve pozicije zaostavio ju je 50 Cent s pjesmo "Candy Shop", također se plasirala na drugoj poziciji u Kanadi. "Since U Been Gone" se plasirala na prvoj poziciji na nekoliko Billboardovih ljestvica; Pop 100, Hot Dance Airplay te Top 40 Mainstream. Pjesma je dobila u ožujku 2006. godine zlatnu certifikaciju od Recording Industry Association of Americae (RIAA) s prodanih 500 000 primjeraka u SAD-u. Do rujna 2010. godine pjesma je prodana u 2 067 000 u SAD-u. Na godišnjoj ljestvici u SAD-u se plasirala na čevrtoj poziciji. Kao i prijašnji singlovi pjesma se na početku nije dobivala puno radijskog emitiranja, ali nakon četiri mjeseca pjesma se plasirala na prvoj poziciji američke radijske ljestvice.
U Australiji je pjesma debitirala na trećoj poziciji, što je ujedno bila i najviša. Sljedećeh tjedana provedenoj na ljestvici pjesma je samo padala, ukupno se držala dvadeset tjedana na ljestvici. "Behind These Hazel Eyes" se plasirala na 22. poziciji godišnjoj ljestvici.
U Ujedinjenom Kraljevstvu pjesma se plasirala na petoj poziciji u prvom tjednu nakon objavljivanja, što je bila i najviša. Pjesma se držala 37 tjedana na toj ljestvici U Austriji se plasirala na trećoj poziciji. Na njemačkoj ljestvici singlova pjesma je debitirala na 21. poziciji a najviša pozicija je bila 6.

## Popis pjesama
| 7" singl 1. "Since U Been Gone" – 3:08 2. "Breakaway" – 3:56 CD singl 1. "Since U Been Gone" – 3:08 2. "Since U Been Gone" (AOL) – 3:16 CD Maksi singl 1. "Since U Been Gone" – 3:08 2. "Miss Independent" (AOL) – 3:16 3. "Since U Been Gone" (Jason Nevins Club Mixshow) – 5:12 4. "Since U Been Gone" (spot) – 3:08 | Digitalno remiks preuzimanje 1. "Since U Been Gone" (Jason Nevins Rock Da Club Edit) – 3:22 2. "Since U Been Gone" (Jason Nevins Ambient Candlelight Mix) – 3:29 3. "Since U Been Gone" (Jason Nevins Mixshow) – 5:35 4. "Since U Been Gone" (Jason Nevins Club) – 7:40 5. "Since U Been Gone" (Jason Nevins Dub) – 7:21 6. "Since U Been Gone" (Jason Nevins Radio Edit Instrumental) – 3:51 7. "Since U Been Gone" (Jason Nevins Radio Edit Acapella) – 3:37 8. "Since U Been Gone" (Jason Nevins Reprise) – 5:12 |

## Ljestvice
| Ljestvice (2005.)       | Najviša pozicija |
| ----------------------- | ---------------- |
| Australija              | 3                |
| Austrija                | 3                |
| Belgija (Flandrija)     | 22               |
| Belgija (Valonija)      | 31               |
| Irska                   | 4                |
| Italija                 | 35               |
| Kanada                  | 2                |
| Nizozemska              | 4                |
| Norveška                | 11               |
| Novi Zeland             | 9                |
| Njemačka                | 6                |
| SAD (Billboard Hot 100) | 2                |
| SAD (Digital Songs)     | 1                |
| SAD (Pop Songs)         | 1                |
| SAD (Adult Pop Songs)   | 2                |
| Španjolska              | 23               |
| Švedska                 | 16               |
| Švicarska               | 7                |
| Ujedinjeno Kraljevstvo  | 5                |

## Povijest objavljivanja
| Država                 | Datum              | Izdavač     |
| ---------------------- | ------------------ | ----------- |
| SAD                    | 14. prosinca 2004. | RCA Records |
| Australija             | 28. siječnja 2005. | RCA Records |
| Ujedinjeno Kraljevstvo | 4. srpnja 2005.    | RCA Records |